# بورس بوستون
بورس بوستون (انگلیسی: Boston Stock Exchange) بازار بورس اوراق بهادار آمریکایی است، که در سال ۱۸۳۴ تأسیس شد.